# كوبا الأمس

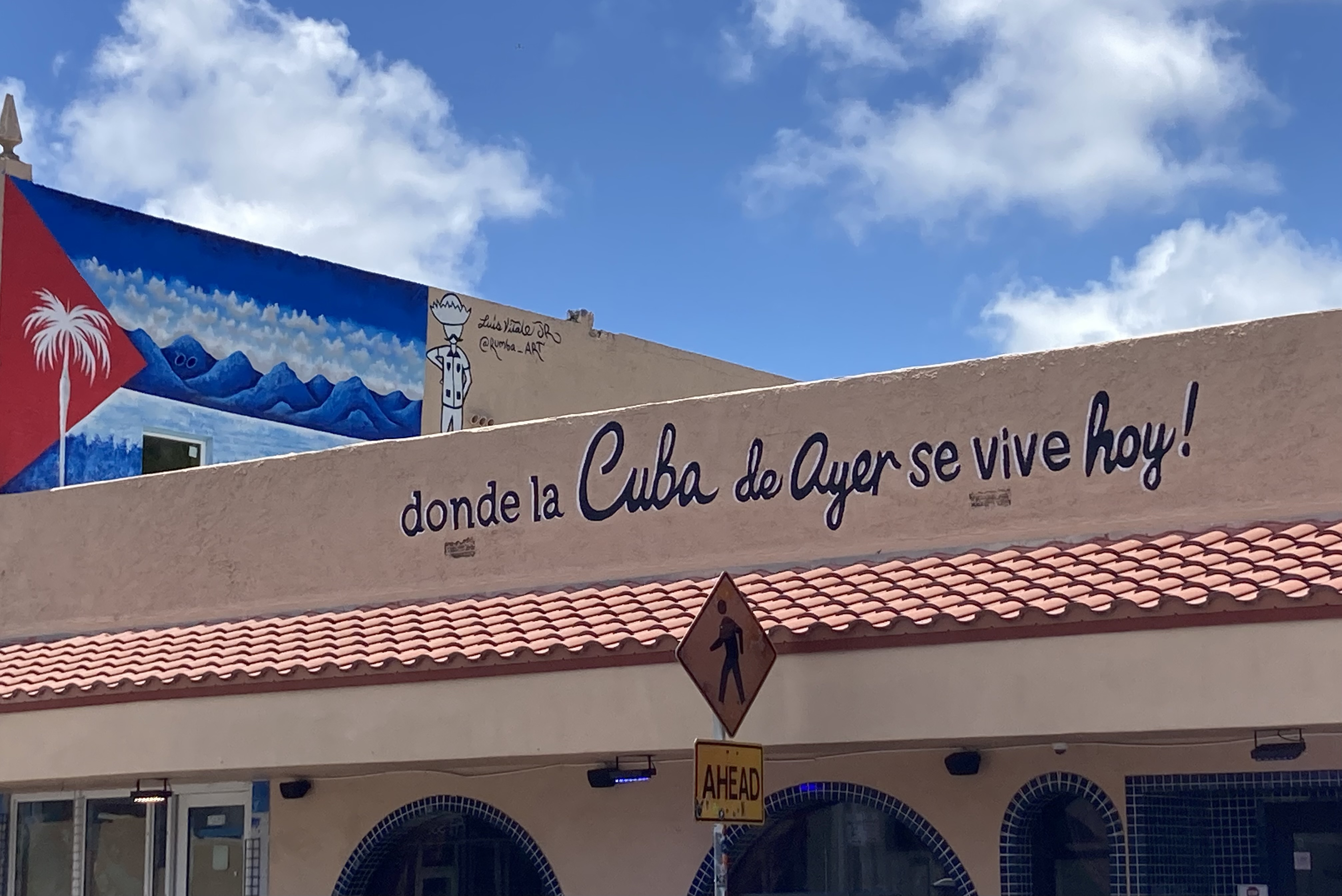
سقف مطعم في ليتل هافانا يقرأ «donde la Cuba de Ayer se vive hoy!» ، والتي تعني بالعربية: «أين تعيش كوبا الأمس اليوم».

فكرة كوبا دي آير (الترجمة العربية: كوبا الأمس)، هي وجهة نظر أسطورية شاعرية لكوبا قبل الإطاحة بحكومة باتيستا في الثورة الكوبية. هذه الرؤية المثالية لكوبا ما قبل الثورة تعزز عادة الأفكار القائلة إن كوبا قبل عام 1959 كانت دولة أنيقة ومتطورة وذات لون أبيض إلى حد كبير دمرتها حكومة فيدل كاسترو. يُنظر إلى المنفيين الكوبيين الذين فروا بعد عام 1959 على أنهم من البيض، ولم تكن لديهم رغبة عامة في مغادرة كوبا، لكنهم فعلوا ذلك للفرار من الاستبداد. المنفيون الكوبيون الذين يؤيدون هذه الصورة لكوبا دي آير يرون نسختهم من الثقافة الكوبية مرغوبة أكثر من الثقافة الأمريكية، وأنه من الأفضل إعادة خلق ثقافتهم المفقودة من كوبا دي آير في الولايات المتحدة. يرى مؤيدو صورة كوبا دي آير أيضًا أن كوبا بلد يستحق العيش فيه أكثر من الولايات المتحدة ويأملون في إعادة كوبا إلى كوبا دي آير بعد الأمل في سقوط حكومة فيدل كاسترو. يدعي منتقدو فكرة كوبا دي آير أنها أسطورة قومية أُنشئت للمنفيين الكوبيين البيض وتتجاهل حقيقة الحياة الكوبية قبل عام 1959، وتحتضن رؤية غريبة لكوبا.

## تاريخ

### كوبا تحت قيادة فولجنسيو باتيستا
في 10 مارس 1952، قبل ثلاثة أشهر من الانتخابات، قام باتيستا، بدعم من الجيش، بانقلاب واستولى على السلطة. أطاح بالرئيس المنتهية ولايته كارلوس بريو سوكاراس، وألغى الانتخابات وسيطر على الحكومة كرئيس مؤقت. اعترفت الولايات المتحدة بحكومته في 27 مارس.

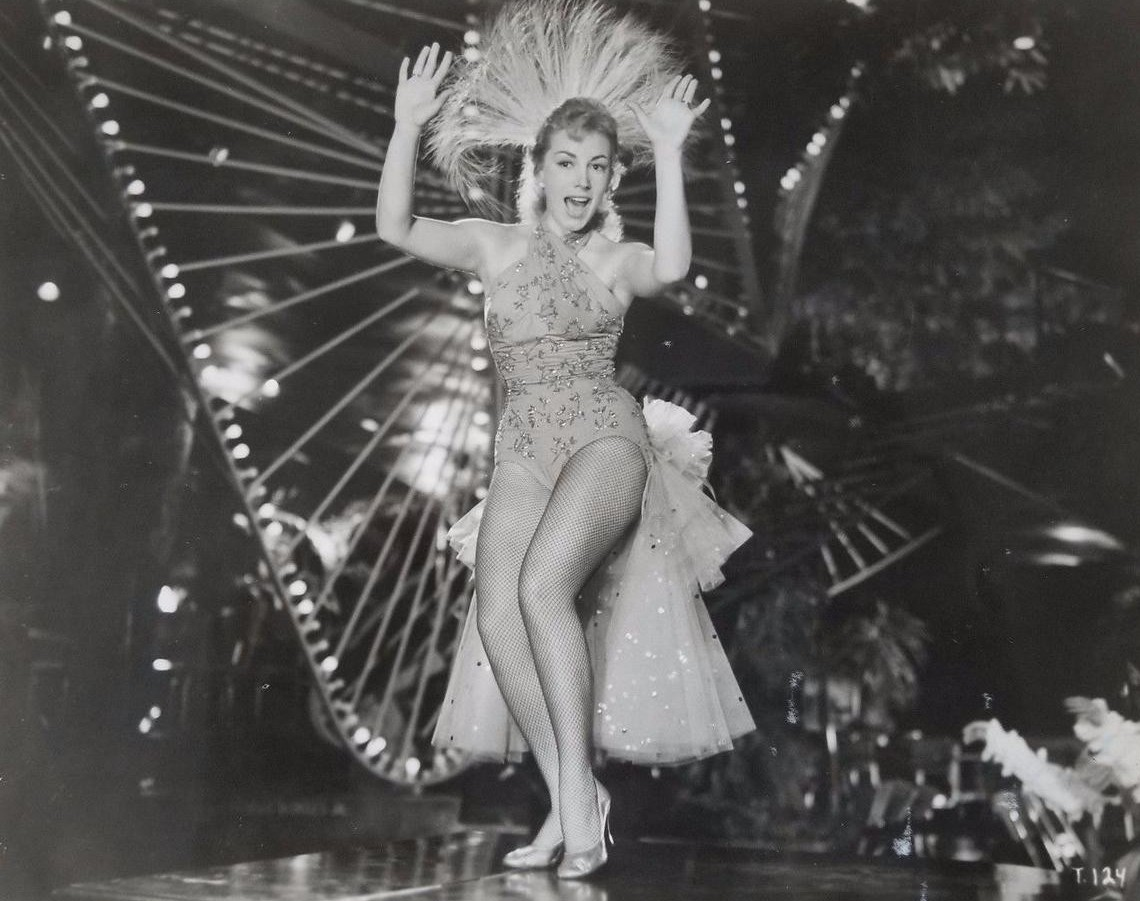
الممثلة إيفانجلينا إليزوندو في نادي تروبيكانا في هافانا ، في الخمسينيات. صورة من الحقبة المثالية لكوبا تشمل كوبا دي آير.

عند استيلائه على السلطة، ورث باتيستا دولة كانت مزدهرة نسبيًا لأمريكا اللاتينية. وفقًا لحكومة باتيستا ، على الرغم من أن ثلث الكوبيين ما زالوا يعيشون في فقر ، كانت كوبا واحدة من أكثر خمس دول تقدمًا في المنطقة. في الخمسينيات من القرن الماضي، كان نصيب الفرد من الناتج المحلي الإجمالي لكوبا مساويًا تقريبًا لنصيب الفرد من إيطاليا في ذلك الوقت، على الرغم من أنه كان لا يزال سدس مثيله في الولايات المتحدة. علاوة على ذلك، على الرغم من انتشار الفساد وعدم المساواة في عهد باتيستا، ارتفعت أجور عمال الصناعة الكوبيين بشكل كبير. في عام 1953، كان متوسط دخل الأسرة الكوبية 6.00 دولارات فقط في الأسبوع، وكان 15٪ إلى 20٪ من القوة العاملة عاطلة بشكل مزمن، وثلث المنازل فقط لديها مياه جارية. على الرغم من ذلك، وفقًا لمنظمة العمل الدولية، أصبح متوسط الراتب الصناعي في كوبا ثامن أعلى راتب في العالم في عام 1958، وكان متوسط الأجر الزراعي أعلى من بعض الدول الأوروبية (على الرغم من أنه وفقًا لعينة واحدة من عام 1956 إلى عام 1957، فإن العمال الزراعيين لم يتمكنوا من العثور على عمل إلا بمتوسط 123 يومًا في السنة بينما عمل أصحاب المزارع والمستأجرون الريفيون والمزارعون في المتوسط 135 يومًا فقط في السنة).
طوال الخمسينيات من القرن الماضي، كانت هافانا بمثابة «ساحة لعب ممتعة لنخبة العالم»، إذ أنتجت أرباحًا ضخمة من المقامرة والدعارة والمخدرات للمافيا الأمريكية، والمسؤولين الفاسدين عن تطبيق القانون، وأصدقائهم المنتخبين سياسيًا. في تقييم المؤرخ الكوبي الأمريكي لويس بيريز ، «كانت هافانا ما أصبحت عليه لاس فيغاس».  وبالمثل، تشير التقديرات إلى أنه بحلول نهاية الخمسينيات من القرن الماضي، كان في مدينة هافانا 270 بيتًا للدعارة. بالإضافة إلى ذلك، كانت المخدرات سواء كانت الماريجوانا أو الكوكايين، متوفرة بكثرة في ذلك الوقت لدرجة أن إحدى المجلات الأمريكية في عام 1950 صرحت أن «الحصول على المخدرات في كوبا ليس أصعب من الحصول على جرعة شراب الروم. وفقط أغلى قليلاً». ونتيجة لذلك، وصف الكاتب المسرحي آرثر ميلر كتاب باتيستا في فيلم (الأمة) (بالإنكليزية: the nation)  بأنه «الفساد الذي انتشر بشكل ميؤوس منه»، وملعبًا للمافيا، ومثقوب للأمريكيين والأجانب الآخرين.  
في 26 يوليو 1953، بعد أكثر من عام بقليل من انقلاب باتيستا الثاني، هاجمت مجموعة صغيرة من الثوار ثكنة مونكادا في سانتياغو. هزمت القوات الحكومية الهجوم بسهولة وسجنت قادتها، بينما فر كثيرون آخرون من البلاد. كان القائد الرئيسي للهجوم، فيدل كاسترو، محامياً شاباً ترشح للبرلمان في انتخابات عام 1952 الملغاة. في أعقاب هجوم مونكادا، علق باتيستا الضمانات الدستورية واعتمد بشكل متزايد على تكتيكات الشرطة في محاولة «لتخويف السكان من خلال العروض العلنية للوحشية»، وأصبحت البطالة مشكلة إذ لم يتمكن الخريجون الذين يدخلون سوق العمل من العثور على وظائف. جرى التعامل مع هذا من خلال زيادة القمع. كان يُنظر إلى جميع الشباب على أنهم ثوار مشتبه بهم. بسبب معارضتها المستمرة لباتيستا والكم الهائل من النشاط الثوري الذي يحدث في حرمها الجامعي، أُغلقت جامعة هافانا مؤقتًا في 30 نوفمبر 1956 (لم يعاد فتحها حتى عام 1959 في ظل الحكومة الثورية الأولى). في 25 نوفمبر 1956، توجه اليخت «لا غرانما» (بالإنجليزية: la Granma) الذي كان يحمل الأخوين كاسترو و 80 متمردًا آخرين من بينهم إرنستو "تشي" جيفارا وكاميلو سينفويغوس من المكسيك إلى كوبا. في 2 ديسمبر، بعد وصول السفينة والخروج منها، تعرضت مجموعة المتمردين للهجوم من قبل القوات الحكومية لكنها بدأت في شق طريقها إلى جبال سييرا مايسترا. وشملت مجموعة الناجين فيدل وراؤول كاسترو وتشي جيفارا وكاميلو سيينفويغوس. ارتبط الناجون المشتتون مرة أخرى بمساعدة المتعاطفين مع الفلاحين وشكلوا القيادة الأساسية لجيش حرب العصابات المتمردة.  